# Levulinsav
A levulinsav, másik nevén 4-oxopentánsav vagy γ-oxovaleriánsav
fehér színű kristály. Oldódik vízben, alkoholban, éterben.

## Előállítás
Előállítható bármilyen szénhidrátból, sav-katalizált hidrolízissel.
A folyamat intermediere glükóz, amely fruktózzá izomerizálódik, majd dehidrációval hidroximetilfurfuralon keresztül hangyasav és levulinsav 1:1 arányú elegye keletkezik.
HOCH2C4H2OCHO + 2 H2O → HCO2H + CH3C(O)CH2CH2CO2H

## Felhasználás
Gyógyszeripari termékek, lágyítók és egyéb adalékanyagok prekurzora.
Katalitikus redukcióval potenciális bio-üzemanyagok előállítására alkalmas, mint például a metil-tetrahidrofurán, a γ-valerolakton vagy a metil-levulinát.
A levulinsav észtereit ételízesítőként, oldószerként alkalmazzák. Kalciumsója intravénás kalciuminjekció, nátriumsója környezetbarát fagyállóként használható.
5-aminoszármazéka, a δ-amino-levulinsav a porfin előállításának első lépése, így az élővilágban fontos szerepet játszik a klorofill és a B12-vitamin előállításakor.
Levulinsavat alkalmaznak a nikotin cigarettafüstben való transzportjának és az agyi receptorokhoz való kötődésének fokozására.